# Canton de Joux-la-Ville
Le canton de Joux-la-Ville est une circonscription électorale française du département de l'Yonne.

## Histoire
Un nouveau découpage territorial de l'Yonne entre en vigueur à l'occasion des premières élections départementales suivant le décret du 13 février 2014. Les conseillers départementaux sont, à compter de ces élections, élus au scrutin majoritaire binominal mixte. Les électeurs de chaque canton élisent au Conseil départemental, nouvelle appellation du Conseil général, deux membres de sexe différent, qui se présentent en binôme de candidats. Les conseillers départementaux sont élus pour 6 ans au scrutin binominal majoritaire à deux tours, l'accès au second tour nécessitant 12,5 % des inscrits au 1er tour. En outre la totalité des conseillers départementaux est renouvelée. Ce nouveau mode de scrutin nécessite un redécoupage des cantons dont le nombre est divisé par deux avec arrondi à l'unité impaire supérieure si ce nombre n'est pas entier impair, assorti de conditions de seuils minimaux. Dans l'Yonne, le nombre de cantons passe ainsi de 42 à 21.
Le canton de Joux-la-Ville est formé de communes des anciens cantons de Vermenton (13 communes), de Vézelay (18 communes), de Coulanges-sur-Yonne (8 communes) et de L'Isle-sur-Serein (5 communes). Avec ce redécoupage administratif, le territoire du canton s'affranchit des limites d'arrondissements, avec 21 communes incluses dans l'arrondissement d'Auxerre et 23 dans l'arrondissement d'Avallon. Le bureau centralisateur est situé à Joux-la-Ville.

## Représentation
| Période élective | Période élective | Mandat | Mandat   | Identité       | Nuance | Nuance | Qualité |
| ---------------- | ---------------- | ------ | -------- | -------------- | ------ | ------ | --- |
| 2015             | 2021             | 2015   | 2021     | Colette Lerman |        | DVD    | Maire de Cravant (2014 → 2016) Maire de Deux Rivières (2017 → 2020)                                                                                      |
| 2015             | 2021             | 2015   | 2021     | André Villiers |        | UDI    | Président du conseil départemental (2012-2017) sénateur (2009-2012) député depuis 2017 maire de Pierre-Perthuis (2001-2008) maire de Vézelay (2008-2011) |
| 2021             | 2028             | 2021   | en cours | Colette Lerman |        | DVD    | Conseillère sortante, 12e vice-présidente du conseil départemental, chargée de l'environnement, de l'agriculture et de l'alimentation                    |
| 2021             | 2028             | 2021   | en cours | André Villiers |        | UDI    | Conseiller sortant |

### Résultats détaillés

#### Élections de mars 2015
À l'issue du 1er tour des élections départementales de 2015, deux binômes sont en ballottage : Colette Lerman et André Villiers (Union de la Droite, 41,24 %) et Ludivine Bourgeois et Gérard Demartini (FN, 29,99 %). Le taux de participation est de 55,76 % (5 557 votants sur 9 966 inscrits) contre 51,97 % au niveau départemental et 50,17 % au niveau national.
Au second tour, Colette Lerman et André Villiers (Union de la Droite) sont élus avec 64,63 % des suffrages exprimés et un taux de participation de 55,73 % (3 160 voix pour 5 547 votants et 9 954 inscrits).

#### Élections de juin 2021
Le premier tour des élections départementales de 2021 est marqué par un très faible taux de participation (33,26 % au niveau national). Dans le canton de Joux-la-Ville, ce taux de participation est de 40,2 % (3 934 votants sur 9 787 inscrits) contre 35,12 % au niveau départemental. À l'issue de ce premier tour, deux binômes sont en ballottage : Colette Lerman et André Villiers (Union au centre et à droite, 50,76 %) et Monique Bel et Philippe Veyssière (Union à gauche avec des écologistes, 28,28 %).
Le second tour des élections est marqué une nouvelle fois par une abstention massive équivalente au premier tour. Les taux de participation sont de 34,36 % au niveau national, 36,29 % dans le département et 40,39 % dans le canton de Joux-la-Ville. Colette Lerman et André Villiers (Union au centre et à droite) sont élus avec 64,79 % des suffrages exprimés (2 344 voix pour 3 930 votants et 9 729 inscrits),,.

## Composition
Lors du redécoupage de 2014, le canton de Joux-la-Ville comprenait quarante-quatre communes entières.
À la suite de la création des communes nouvelles de Vermenton au 1er janvier 2016 et de Deux Rivières au 1er janvier 2017, le canton comprend désormais quarante-deux communes entières.
| Nom                                   | Code Insee | Intercommunalité                | Superficie (km2) | Population (dernière pop. légale) | Densité (hab./km2) | Modifier                                    |
| ------------------------------------- | ---------- | ------------------------------- | ---------------- | --------------------------------- | ------------------ | ------------------------------------------- |
| Joux-la-Ville (bureau centralisateur) | 89208      | CC du Serein                    | 43,81            | 1 164 (2022)                      | 27                 | modifier les données · modifier les données |
| Arcy-sur-Cure                         | 89015      | CC Avallon - Vézelay - Morvan   | 26,33            | 482 (2022)                        | 18                 | modifier les données · modifier les données |
| Asnières-sous-Bois                    | 89020      | CC Avallon - Vézelay - Morvan   | 17,95            | 114 (2022)                        | 6,4                | modifier les données · modifier les données |
| Asquins                               | 89021      | CC Avallon - Vézelay - Morvan   | 21,60            | 297 (2022)                        | 14                 | modifier les données · modifier les données |
| Bazarnes                              | 89030      | CC Chablis Villages et Terroirs | 19,39            | 414 (2022)                        | 21                 | modifier les données · modifier les données |
| Bessy-sur-Cure                        | 89040      | CC Chablis Villages et Terroirs | 10,53            | 185 (2022)                        | 18                 | modifier les données · modifier les données |
| Blannay                               | 89044      | CC Avallon - Vézelay - Morvan   | 7,26             | 100 (2022)                        | 14                 | modifier les données · modifier les données |
| Bois-d'Arcy                           | 89049      | CC Avallon - Vézelay - Morvan   | 3,48             | 23 (2022)                         | 6,6                | modifier les données · modifier les données |
| Brosses                               | 89057      | CC Avallon - Vézelay - Morvan   | 19,97            | 278 (2022)                        | 14                 | modifier les données · modifier les données |
| Chamoux                               | 89071      | CC Avallon - Vézelay - Morvan   | 6,93             | 95 (2022)                         | 14                 | modifier les données · modifier les données |
| Châtel-Censoir                        | 89091      | CC Avallon - Vézelay - Morvan   | 24,62            | 565 (2022)                        | 23                 | modifier les données · modifier les données |
| Coulanges-sur-Yonne                   | 89119      | CC Haut Nivernais - Val d'Yonne | 10,58            | 506 (2022)                        | 48                 | modifier les données · modifier les données |
| Coutarnoux                            | 89128      | CC du Serein                    | 8,68             | 131 (2022)                        | 15                 | modifier les données · modifier les données |
| Crain                                 | 89129      | CC Haut Nivernais - Val d'Yonne | 9,90             | 411 (2022)                        | 42                 | modifier les données · modifier les données |
| Deux Rivières                         | 89130      | CC Chablis Villages et Terroirs | 31,81            | 1 272 (2022)                      | 40                 | modifier les données · modifier les données |
| Dissangis                             | 89141      | CC du Serein                    | 7,33             | 119 (2022)                        | 16                 | modifier les données · modifier les données |
| Domecy-sur-Cure                       | 89145      | CC Avallon - Vézelay - Morvan   | 20,57            | 406 (2022)                        | 20                 | modifier les données · modifier les données |
| Festigny                              | 89164      | CC Haut Nivernais - Val d'Yonne | 5,56             | 92 (2022)                         | 17                 | modifier les données · modifier les données |
| Foissy-lès-Vézelay                    | 89170      | CC Avallon - Vézelay - Morvan   | 5,53             | 115 (2022)                        | 21                 | modifier les données · modifier les données |
| Fontenay-près-Vézelay                 | 89176      | CC Avallon - Vézelay - Morvan   | 15,48            | 136 (2022)                        | 8,8                | modifier les données · modifier les données |
| Fontenay-sous-Fouronnes               | 89177      | CC de Puisaye-Forterre          | 12,34            | 81 (2022)                         | 6,6                | modifier les données · modifier les données |
| Givry                                 | 89190      | CC Avallon - Vézelay - Morvan   | 8,43             | 178 (2022)                        | 21                 | modifier les données · modifier les données |
| Lichères-sur-Yonne                    | 89225      | CC Avallon - Vézelay - Morvan   | 14,31            | 41 (2022)                         | 2,9                | modifier les données · modifier les données |
| Lucy-sur-Cure                         | 89233      | CC Chablis Villages et Terroirs | 10,58            | 206 (2022)                        | 19                 | modifier les données · modifier les données |
| Lucy-sur-Yonne                        | 89234      | CC Haut Nivernais - Val d'Yonne | 8,19             | 119 (2022)                        | 15                 | modifier les données · modifier les données |
| Mailly-la-Ville                       | 89237      | CC Chablis Villages et Terroirs | 23,79            | 494 (2022)                        | 21                 | modifier les données · modifier les données |
| Mailly-le-Château                     | 89238      | CC Chablis Villages et Terroirs | 37,28            | 523 (2022)                        | 14                 | modifier les données · modifier les données |
| Merry-sur-Yonne                       | 89253      | CC Avallon - Vézelay - Morvan   | 23,66            | 189 (2022)                        | 8,0                | modifier les données · modifier les données |
| Montillot                             | 89266      | CC Avallon - Vézelay - Morvan   | 22,45            | 251 (2022)                        | 11                 | modifier les données · modifier les données |
| Pierre-Perthuis                       | 89297      | CC Avallon - Vézelay - Morvan   | 7,34             | 104 (2022)                        | 14                 | modifier les données · modifier les données |
| Précy-le-Sec                          | 89312      | CC du Serein                    | 15,76            | 238 (2022)                        | 15                 | modifier les données · modifier les données |
| Prégilbert                            | 89314      | CC Chablis Villages et Terroirs | 6,80             | 180 (2022)                        | 26                 | modifier les données · modifier les données |
| Saint-Moré                            | 89362      | CC Avallon - Vézelay - Morvan   | 11,98            | 177 (2022)                        | 15                 | modifier les données · modifier les données |
| Saint-Père                            | 89364      | CC Avallon - Vézelay - Morvan   | 15,28            | 287 (2022)                        | 19                 | modifier les données · modifier les données |
| Sainte-Colombe                        | 89339      | CC du Serein                    | 18,48            | 185 (2022)                        | 10                 | modifier les données · modifier les données |
| Sainte-Pallaye                        | 89363      | CC Chablis Villages et Terroirs | 4,07             | 98 (2022)                         | 24                 | modifier les données · modifier les données |
| Sery                                  | 89394      | CC Chablis Villages et Terroirs | 4,26             | 76 (2022)                         | 18                 | modifier les données · modifier les données |
| Tharoiseau                            | 89409      | CC Avallon - Vézelay - Morvan   | 3,43             | 62 (2022)                         | 18                 | modifier les données · modifier les données |
| Trucy-sur-Yonne                       | 89424      | CC Chablis Villages et Terroirs | 8,31             | 133 (2022)                        | 16                 | modifier les données · modifier les données |
| Vermenton                             | 89441      | CC Chablis Villages et Terroirs | 53,34            | 1 273 (2022)                      | 24                 | modifier les données · modifier les données |
| Vézelay                               | 89446      | CC Avallon - Vézelay - Morvan   | 21,83            | 464 (2022)                        | 21                 | modifier les données · modifier les données |
| Voutenay-sur-Cure                     | 89485      | CC Avallon - Vézelay - Morvan   | 10,04            | 209 (2022)                        | 21                 | modifier les données · modifier les données |
| Canton de Joux-la-Ville               | 8912       |                                 | 659,26           | 12 473 (2022)                     | 19                 | modifier les données                        |

## Démographie
En 2022, le canton comptait 12 473 habitants, en évolution de −4,1 % par rapport à 2016 (Yonne : −1,95 %, France hors Mayotte : +2,11 %).
| 2013   | 2018   | 2022   |
| ------ | ------ | ------ |
| 13 296 | 12 652 | 12 473 |